# Harris (Écosse)
Pour les articles homonymes, voir Harris.

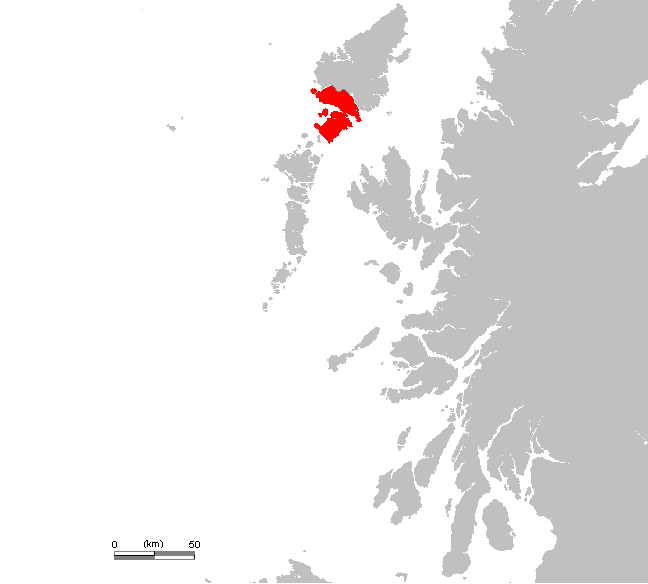
Carte de localisation de Harris.

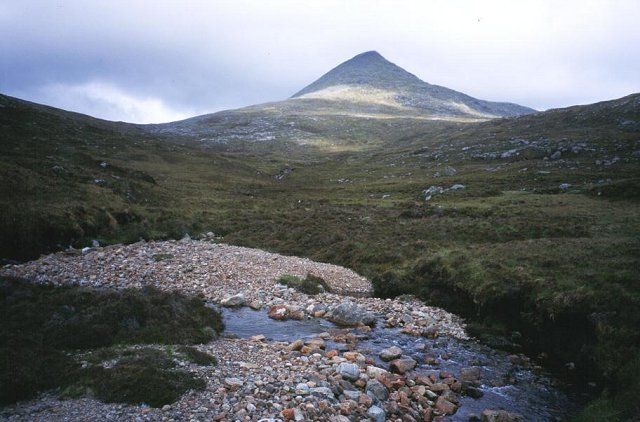
An Cliseam depuis Abhainn Mharaig.

Harris, en écossais Na Hearadh (« Les Harris »), est la partie sud de l'île de Lewis et Harris, la principale île de l'archipel des Hébrides extérieures en Écosse, la partie nord étant appelée Lewis par les anglophones. Ces deux parties ne forment qu'une seule île mais sont considérées par les Écossais anglophones comme deux îles distinctes. Et tandis qu'Harris est officiellement considérée comme « l'île de Harris » (nom singulier) en anglais, elle est considérée comme « les Harris » (nom pluriel) en gaélique, car les Gaels la perçoivent comme un territoire regroupant plusieurs péninsules, mais aussi des îles (notamment Sgalpaigh et Tarasaigh). Elle se situe dans l'océan Atlantique et fait partie du council area de Na h-Eileanan Siar (Hébrides extérieures).

## Histoire
Tout comme le reste des Hébrides, Harris fut habitée depuis la fin de la dernière glaciation. À la fin du Xe siècle, l'île subit des raids vikings puis passa sous domination norvégienne.

## Géographie
Un isthme, délimité par deux lochs (équivalent écossais du fjord),les lochs seaforth à l'est et Reasort à l'ouest, relie Harris à Lewis. La frontière est en outre délimitée par deux rivières qui se jettent dans les lochs.
Un autre isthme relie les parties Sud et Nord de Harris. Sur cet isthme se trouve le village de Tarbert (anglicisation asémantique de "an Tairbeart" qui signifie "l'isthme" en gaélique écossais), relié par ferry à Uig sur l'île de Skye Une autre voie relie Leverburg, la deuxième plus grande agglomération de Harris à L'ile de Berneray au sud, reliée à North Uist par un pont.
Harris fait partie du Council area des Na h-Eileanan Siar (Hébrides extérieures) et fut le dernier fief du calvinisme fondamentaliste.
L'île est connue pour ses routes à une voie avec zones de dépassement et pour son tweed.
Une petite partie des toponymes provient de l'alération du picte par le vieux norrois : Lewis vient de Ljóðhús qui signifie « maison de la lumière » et Harris de Herað qui désigne un type de district administratif. Toutefois, beaucoup d'autres sont des noms provenant du vieil irlandais dont la signification est encore claire aujourd'hui en gaélique écossais : An Tairbeart ("l'isthme", Tarbert en anglais), Àird Àsaig ("le promontoir du bouchon"), Maraig ("saucisses"), An Taobh Tuath ("le côté nord", Northon en anglais).

### Harris du Nord
Cette partie de Harris comporte le plus haut sommet des Hébrides extérieures : le Clisham culminant à 799 mètres d'altitude.
Faiblement peuplé, le village principal est Tarbert qui compte 550 habitants.
Un pont relie Harris à l'île de Scalpay.

### Harris du Sud

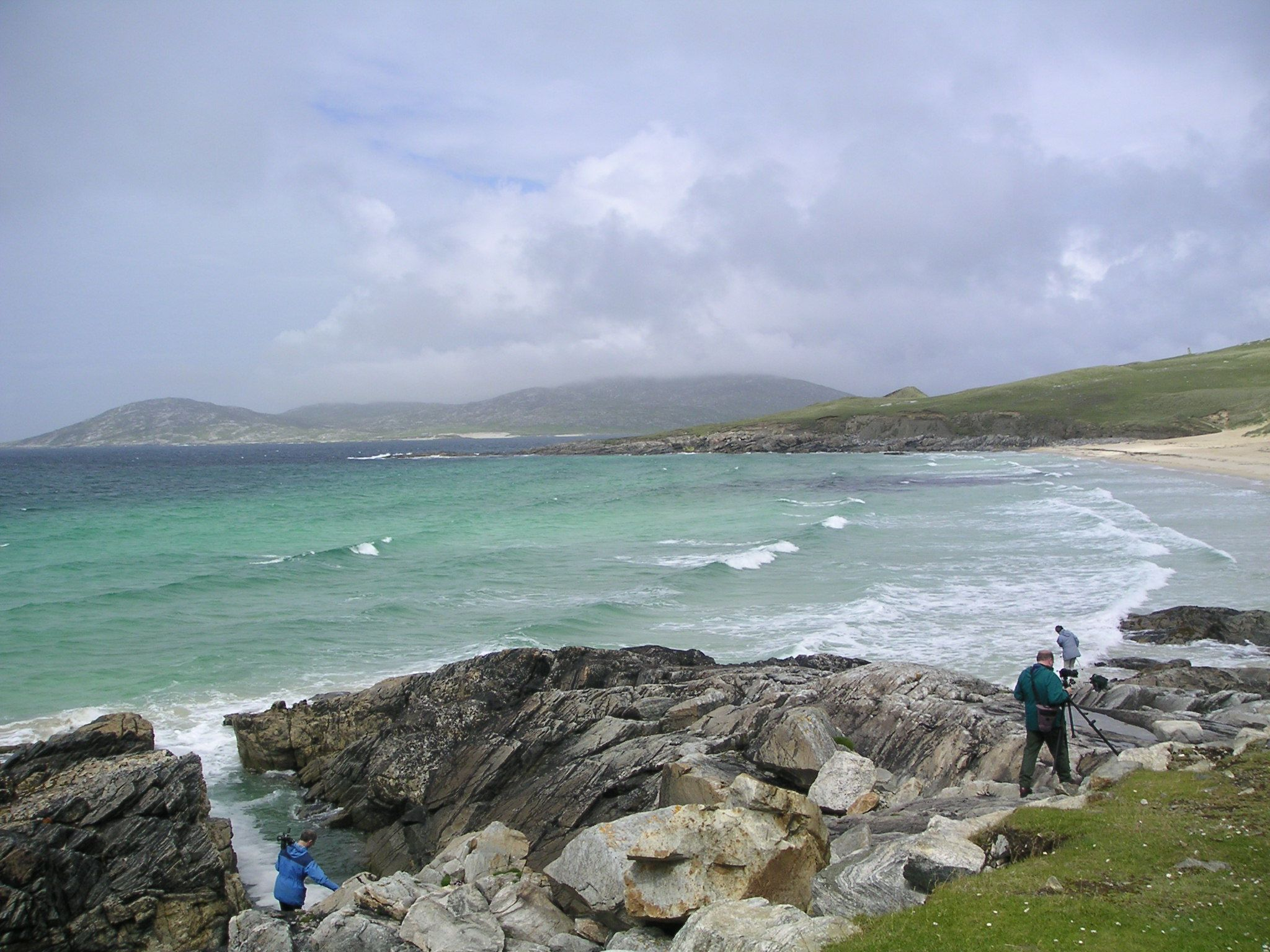
Harris du Sud

La partie Sud de Harris est moins montagneuse et recèle de nombreuses plages sablonneuses sur la côte occidentale.
Les principaux villages sont Rodel, connu pour son église médiévale décorée d'une Sheela Na Gig, et Leverburgh à partir duquel un bac mène à Berneray, une île proche de North Uist.
La route longeant la côte Est de Harris (de Tarbert à Rodel) est connue comme la « vieille route en or » en référence au prix de sa construction en 1897. Certains paysages de la cote est on servis de décors à Stanley Kubrick pour 2001 l’odyssée de l'espace.

### Harris, royaume des moutons
Harris est le royaume des moutons à tête noire. Ces milliers de "black heads", dont l'épaisse toison représente la richesse de l'île, envahissent la lande, les routes et font la loi, sous le regard reconnaissant des trois mille habitants.

## Personnalité
Le naturaliste et universitaire William MacGillivray (1796-1852), ami d'Audubon, a grandi à Harris.